# Jessica Jones (2.ª temporada)
A segunda temporada de Jessica Jones, série de televisão americana baseada na personagem de mesmo nome da Marvel Comics. Se passa no Universo Cinematográfico Marvel (MCU/UCM), compartilhando continuidade com os filmes e outras séries de televisão da franquia. A temporada foi produzida pela Marvel Television em assiciação com ABC Studios e Tall Girls Productions, Melissa Rosenberg sendo a showrunner.
Krysten Ritter estrela como Jones, com Rachael Taylor, Carrie-Anne Moss, e Eka Darville que estavam na primeira temporada. Eles são acompanhados por Leah Gibson e J.R. Ramirez. A segunda temporada foi encomendada em janeiro de 2016, com início da filmagem em abril de 2017, foi filmada junto com com a minissérie Marvel's The Defenders. As filmagens foram concluídas em setembro de 2017.
A temporada foi lançada em 8 de março de 2018. Recebeu avaliações mistas da crítica especializada, que mais uma vez elogiaram o desempenho de Ritter, mas sentiram que a temporada sofria de problemas de ritmo e a falta de um vilão convincente após o Kilgrave de David Tennant da primeira temporada.

## Episódios
| N.º na série | N.º na temp. | Título                                                                       | Dirigido por       | Escrito por                                                 | Lançamento         |
| --- | ------------ | ---------------------------------------------------------------------------- | ------------------ | ----------------------------------------------------------- | ------------------ |
| 14 | 1            | "AKA Start at the Beginning" "Comece do Início"                              | Anna Foerster      | Melissa Rosenberg                                           | 8 de março de 2018 |
| A investigadora privada superpoderosa Jessica Jones, tornou-se conhecida como uma heroína vigilante em torno de Nova York desde que matou seu rival Kilgrave. Trish Walker, a melhor amiga de Jones e irmã adotiva, tenta convencer Jones a investigar seu passado e a IGH, a empresa que deu suas habilidades, mas Jones não está interessada. Walker está lidando com as classificações em declínio de seu programa no rádio Trish Talk, e vê seu ex-namorado Will Simpson—que também foi um experimento da IGH—seguindo-a. Pryce Cheng, outro investigador, procura contratar Jones em sua empresa a pedido da advogada Jeri Hogarth. Quando Jones ataca e fere Cheng, ele planeja processá-la com Hogarth, que já está enfrentando um processo de sua antiga assistente e amante. Jones é abordada por Robert Coleman, que também se chama "Ciclone" e recebeu supeevelocidade pela IGH. Quando ele é morto em um aparente acidente de construção, Jones traça sua medicação para um prédio abandonado, que ela lembra de ser levada e ser um experimento. |              |                                                                              |                    |                                                             |                    |
| 15 | 2            | "AKA Freak Accident" "Um Terrível Acidente"                                  | Minkie Spiro       | Aida Mashaka Croal                                          | 8 de março de 2018 |
| Jones vai para a casa de Miklos Kozlov, o médico da IGH que fex experimentos no Simpson. Ela encontra um shivá para Kozlov, que morreu em um "terrível acidente". Um dos pacientes militares de Kozlov acredita que Simpson está por trás disso, e Jones espera que ele também tenha matado Coleman. Walker pergunta a Malcolm Ducasse, vizinho de Jones e parceiro de trabalho, para ajudá-la, e não mais, envolve Jones relutante. Walker confronta Maximilian Tatum, o diretor, sobre o relacionamento sexual que tiveram quando era uma atriz infantil trabalhando para ele, ameaçando revelar publicamente a menos que ele a ajudasse a ter acesso a registros em um hospital com o qual ele influenciou. Depois que Tatum se recusa, Walker corre para Simpson. Jones também chega, depois de ter seguido Walker quando não atendeu o telefone. Simpson afirma que alguém que foi testado pela IGH matou Kozlov e Coleman, e que ele está apenas lá para proteger Walker desde que ela estava investigando a IGH. Esta outra pessoa logo aparece e mata Simpson enquanto Jones obtém a Walker em segurança. |              |                                                                              |                    |                                                             |                    |
| 16 | 3            | "AKA Sole Survivor" "Única Sobrevivente"                                     | Mairzee Almas      | Lisa Randolph                                               | 8 de março de 2018 |
| Hogarth é diagnosticada com ELA, e seus parceiros de direito Steven Benowitz e Linda Chou planejam comprá-la com base em uma cláusula em seus contratos. Jones concorda em investigar os outros parceiros para encontrar material de chantagem para Hogarth. Jones recebe um aviso de despejo do novo porteiro Oscar Arocho, que teme as habilidades de Jones. Ela também descobre o nome de Leslie Hansen no edifício abandonado de IGH. Hansen era médica no hospital onde Jones foi levado após o acidente que matou sua família. Jones e Walker encontram o apartamento de Hansen vazio e uma cabeça humana carbonizada no porão. Walker usa seu programa de rádio para pedir ao público informações sobre Hansen e recebe uma ligação de uma mulher que afirma ser Hansen. Jones encontra-se com ela e descobre que ela morreu após o acidente, mas foi trazida de volta à vida pela IGH; os superpoderes eram um efeito colateral. Jones irrita a mulher que escapa usando habilidades semelhantes às de Jones. A análise do DNA mostra que a cabeça carbonizada pertence à verdadeira Leslie Hansen. |              |                                                                              |                    |                                                             |                    |
| 17 | 4            | "AKA God Help the Hobo" "Assassina Interior"                                 | Deborah Chow       | Jack Kenny                                                  | 8 de março de 2018 |
| Hogarth olha maneiras de acabar sem dor na vida, o que a médica não suporta. Cheng dispara a Hogarth por não ter mais priorizando seu processo, e também oferece a Ducasse um emprego em sua empresa; Ducasse recusa o papel, e Jones promete trabalhar com ele melhor. Jones e Walker tentam descobrir quem era a mulher misteriosa que se apresentava como Hansen e Jones assusta Tatum sobre obter os arquivos do hospital IGH. Além de Jones e Coleman, há um arquivo de Inez Green. Eles a encontram nas ruas, onde ela explica que era uma enfermeira no hospital que estava gravemente ferida pela mulher misteriosa. Jones e Walker prometem mantê-la segura. Cheng envia um dos seus homens para roubar toda a pesquisa de Jones de seu escritório, na esperança de encontrar algo para usar contra ela. O homem é atacado pela mulher misteriosa, que o destrói. Quando Jones chega, ela é presa pelo assassinato. Walker tenta ajudá-la a usar um inalador de desempenho da IGH que tirou de Simpson. Ducasse leva Green à segurança. |              |                                                                              |                    |                                                             |                    |
| 18 | 5            | "AKA The Octopus" "O Polvo"                                                  | Millicent Shelton  | Jamie King                                                  | 8 de março de 2018 |
| Jones gasta um dia de prisão antes de Hogarth convencê-la a dizer a verdade à polícia. O detetive Eddy Costa acredita em sua história e a libera, com Jones prometendo mantê-lo informado enquanto continua investigando. Walker, resgatada por sua mãe, luta com os efeitos secundários do uso do medicamento da IGH. Seu novo namorado, Griffin Sinclair, pede que ele se case com ele, mas Walker o recusa. Ela toma o medicamento da IGH novamente. Ducasse leva Green para Hogarth, que concorda em colocá-la em uma casa segura. Antes disso, Hogarth pergunta a Green sobre as experiências da IGH. Jones encontra David Kawecki, um preso em um hospital psiquiátrico que serve o tempo para o assassinato da enfermeira de Green, que foi realmente morta pela misteriosa mulher. Jones descobre sobre um interesse compartilhado nos polvos que Kawecki tem com um médico da IGH e visita o aquário. Ela reconhece o médico, Karl Malus, em uma nova memória após o acidente. Ele está se encontrando com a mulher misteriosa, que esmaga um compartimento de vidro para cobrir sua fuga quando vê Jones. |              |                                                                              |                    |                                                             |                    |
| 19 | 6            | "AKA Facetime" "Cara a Cara"                                                 | Jet Wilkinson      | Raelle Tucker                                               | 8 de março de 2018 |
| Walker torna-se uma viciada em drogas da IGH e começa a procurar criminosos para atacar. Imagens de segurança de fora do aquário mostram Malus drogar a mulher e forçá-la a sair com ele, apesar do par parecer ser um casal amoroso antes. Jones envia Ducasse para sua antiga universidade—onde ele foi suspenso por seu vício antigo de drogas—para investigar Malus; eles descobrem Justis Ambrose, que frequentou a universidade com Malus e parece estar pagando por todas as suas despesas pessoais há anos. Jones confronta Ambrose, que explica que seu filho Eric nasceu com um defeito genético fatal que Malus curou com seus tratamentos experimentais. Eric parece não ter habilidades especiais, e Jones ameaça que ele ganhe a localização de Malus. Green percebe que Hogarth tem ELA e diz-lhe que havia um paciente da IGH que poderia curar as pessoas apenas as tocando, e ele salvou a vida depois que a mulher a atacou. Jones vai ao local, onde encontra Malus e a mulher vivendo juntos. A mulher afirma ser a mãe de Jones. |              |                                                                              |                    |                                                             |                    |
| 20 | 7            | "AKA I Want Your Cray Cray" "Loucura, Loucura"                               | Jennifer Getzinger | Hilly Hicks, Jr.                                            | 8 de março de 2018 |
| Após o acidente que matou Brian Jones e seu filho Phillip, sua esposa Alisa e sua filha Jessica foram levadas para o hospital. Leslie Hansen, um médico do hospital, tomou secretamente o par para a IGH. Jessica foi salva e retornou ao hospital em 20 dias, mas as lesões de Alisa foram severas. Seus tratamentos levariam anos e causavam maior dor e mudanças extremas de humor. Jessica foi adotada pelos Walkers, mas cresceu longe de sua família adotiva ao longo do tempo, evitando sua irmã adotiva Trish quando ela se tornou uma drogada viciada quando sua carreira pop-star estava começando. Com a intenção de ver Jessica, Alisa (agora parece uma pessoa diferente devido à terapia genética) conseguiu escapar da IGH matando uma enfermeira e ferindo gravemente Green. Alisa encontrou Jessica vivendo com um novo namorado, Stirling Adams, mas acreditava que ele não a amava e o matou em um ataque de raiva. Voltando a IGH, Malus prometeu a Alisa que ele iria curá-la dos efeitos colaterais. A morte de Adams levou a Jessica a se reconectar com Trish e a ajudar a ficar sóbria. Agora, Jessica se recusa a perdoar a Alisa.                                                                          |              |                                                                              |                    |                                                             |                    |
| 21 | 8            | "AKA Ain't We Got Fun" "Instinto Maternal"                                   | Zetna Fuentes      | Gabe Fonseca                                                | 8 de março de 2018 |
| Trish dorme com Malcolm, e ele percebe que ela se tornou viciada na droga da IGH. Quando ela se recusa a admitir isso, ele sai e decide continuar a investigação de Jessica sobre os parceiros de Hogarth. Ele descobre que Benowitz é secretamente gay e frequenta um bar gay sem o conhecimento de sua esposa. Malcolm diz a Benowitz que Chou o contratou, e Benowitz confere ao Malcolm material de chantagem que ele tem sobre ela. Fora do bar gay, Malcolm é atacado por bandidos homofóbicos. Trish o resgata e dá-lhe alguma droga do IGH para ajudá-lo a se curar, mas é demais para Malcolm e ele foge. Hogarth visita Shane Ryback, o homem que pode curar as pessoas com as mãos. Ele está na prisão, mas ela o leva como cliente. Jessica chama a polícia para a casa de Malus, e ele foge. Alisa decide ficar com Jessica, e espera provar que ela é a mesma pessoa que criou-a quando menina apesar de parecer diferente e as questões de raiva. Elas vão para o apartamento de Jessica, onde são atingidas por tiros de fora. Jessica é atingida, irritando Alisa. |              |                                                                              |                    |                                                             |                    |
| 22 | 9            | "AKA Shark in the Bathtub, Monster in the Bed" "Entre o Tubarão e o Monstro" | Rosemary Rodriguez | Jenny Klein                                                 | 8 de março de 2018 |
| Querendo vingança pela morte de seu amado, mas não querendo envolver a polícia, Cheng decide tomar as coisas em suas próprias mãos e matar Alisa. Tirando-a do outro lado da rua, ele só atinge Jessica. Alisa corre para encontrar e matar Cheng, mas Jessica é capaz de nocauteá-la e impedi-la primeiro. Ela tenta convencer Alisa a encontrar uma solução diferente do assassinato. Ryback é libertado da prisão e tenta curar Hogarth, mas não pode prometer que funcionará. Sob a influência do medicamento da IGH, Trish sai ao vivo em seu programa de rádio. Então é oferecida a um emprego na televisão que queria, mas percebe que ela acabou com a droga. Arocho, cujo relacionamento com Jessica tornou-se menos hostil e mais romântico, vem para Jessica quando sua ex-esposa sequestra seu filho Vido. Jessica e Alisa correm para salvar Vido, usando suas habilidades para o bem. Alisa vê o potencial de uma vida junto com Jessica fazendo bem assim, mas ainda quer proteger Jessica matando Cheng e fugindo. Jessica liberta Cheng e chama a polícia; Alisa se entrega a eles. |              |                                                                              |                    |                                                             |                    |
| 23 | 10           | "AKA Pork Chop" "Costelinha de Porco"                                        | Neasa Hardiman     | Aida Mashaka Croal                                          | 8 de março de 2018 |
| Hogarth providencia um acordo de alegação para Alisa, onde ela pode evitar o Raft, uma prisão sobre-humana, se ela desistir de Malus. Alisa concorda quando Jessica promete manter Malus seguro. Trish luta com recaídas durante sua audição na televisão, onde ela ouve que o assassino com supervelocidade foi pego. Jessica explica tudo para Trish e Malcolm, mas diz-lhes para ficarem longe. Ela encontra Malus e o convence a ir a um país sem extradição para que Alisa possa falar sobre ele sem medo de ser pego. Ele primeiro espera por um novo passaporte fornecido por Arocho, e também diz a Jessica que nunca tratou o Ryback. Hogarth não acredita em Jessica quando diz isso, mas chega em casa para encontrar Green e Ryback a roubaram (e, assim, percebe que ela não estava curada). Trish e Malcolm decidem localizar Malus, enquanto Jessica descobre que Alisa está sendo atormentada por um de seus guardas, Dale Holiday. Ao investigar, Jessica encontra provas de que ele matou presos antes. Ele a ataca, e ela acidentalmente o mata em defesa própria. |              |                                                                              |                    |                                                             |                    |
| 24 | 11           | "AKA Three Lives and Counting" "Três Vidas e Contando"                       | Jennifer Lynch     | Jack Kenny & Lisa Randolph                                  | 8 de março de 2018 |
| Jessica faz a morte de Holiday parecer um suicídio, e começa a ter alucinações de Kilgrave. Trish bate em Malcolm e o impede e pede a Malus que dê suas habilidades como a de Jessica. Jessica chega com o passaporte de Arocho para dar a Malus, para encontrá-lo embora. Ela os rastreia assim que Malcolm escapa, mas Trish consegue fugir com Malus. Com Holiday morto, Alisa recebe uma nova guarda que a trata bem. Jessica repreende Malcolm por não confiar nela, e por tirar proveito de sua relação de trabalho. Ambos concordam que ele não deve mais trabalhar para ela. Malus leva Trish para a antiga instalação da IGH, onde ele começa a colocar ela no mesmo processo que mudou Jessica e Alisa. Jessica chega e pára o procedimento, e então está quase convencida por sua alucinação de Kilgrave para assassinar Malus. Ela pára a si mesma, mas ele decide acabar com sua própria vida. Malus destrói a instalação com ele dentro, enquanto Jessica leva Trish ao hospital. Alisa descobre da morte de Malus através de um relatório de notícias, mata sua nova guarda e escapa da prisão. |              |                                                                              |                    |                                                             |                    |
| 25 | 12           | "AKA Pray For My Patsy" "Rezem pela minha Patsy"                             | Liz Friedlander    | Raelle Tucker & Hilly Hicks, Jr.                            | 8 de março de 2018 |
| Alisa está procurando Trish, culpando-a pela morte de Karl. Ela aterrorizou a estação de rádio onde Trish Talk foi feita, antes de ver a mãe de Trish em uma entrevista discutindo por que Trish está agora no hospital. Ela encontra Jessica protegendo Trish no hospital, mas ainda tenta matar. Quando Costa e sua sócia Ruth Sunday chegam, tentaram prender Alisa enquanto Jessica tenta conversar. Alisa agarra Sunday e sai do hospital, deixando o Sunday cair para sua morte. Costa diz a Jessica que fique fora do caminho da polícia, mas Jessica organiza secretamente para se encontrar com Alisa no apartamento de Trish. Enquanto isso, Trish está irritada com Jessica por ter interrompido o procedimento cedo, mas logo começa a ter convulsões violentas. Hogarth rastreia Green depois de obter um revólver de Turk Barrett e conta a ela uma história inventada sobre o Ryback, secretamente, acusando mulheres múltiplas. Dando uma arma a Green, Hogarth a vê confrontando Ryback e atirando nele. Hogarth então chama a polícia. No apartamento de Trish, Jessica considera matar Alisa, mas não consegue fazê-lo. Alisa bate a Jessica e a rapta.                                                            |              |                                                                              |                    |                                                             |                    |
| 26 | 13           | "AKA Playland" "Parque de Diversões"                                         | Uta Briesewitz     | História por : Jesse Harris Roteiro por : Melissa Rosenberg | 8 de março de 2018 |
| Jessica tenta resistir a Alisa, mas eventualmente decide trabalhar com ela. Eles dirigem em direção à fronteira entre o México e Estados Unidos, salvando uma família em um acidente de trânsito no caminho. Jessica encontra-se com Arocho para organizar novos papéis para que elas possam atravessar a fronteira, mas ele é seguido pela polícia. Jessica e Alisa seguem em direção à fronteira entre o Canadá, mas são confrontadas com blocos rodoviários da polícia. Elas então vão ao parque de diversões Playland, onde Alisa decide esperar até chegar a polícia. Trish vê um relatório de notícias sobre o acidente de trânsito e fala com Costa sobre os blocos rodoviários. Lembrando que a família Jones visitou o Playland antes do acidente, Trish vai lá e mata Alisa. Jessica a culpa, mas seu relacionamento com Trish está tenso. Trish descobre mais tarde que seus reflexos parecem ser aumentados. Malcolm dá o material da chantagem que ele encontrou para Hogarth, permitindo que ela deixasse o escritório de advocacia com dinheiro suficiente para começar a sua. Malcolm então começa a trabalhar para Hogarth como parte da agência de Cheng. Jessica abraça alguns aspectos da vida normal com Arocho. |              |                                                                              |                    |                                                             |                    |

## Elenco e personagens
| - Krysten Ritter como Jessica Jones - Rachael Taylor como Patricia "Trish" Walker - Eka Darville como Malcolm Ducasse - J.R. Ramirez como Oscar Arocho - Terry Chen como Pryce Cheng - Leah Gibson como Inez Green - Carrie-Anne Moss como Jeri Hogarth - Janet McTeer como Alisa Jones | - Callum Keith Rennie como o Dr. Karl Malus - Hal Ozsan como Griffin Sinclair - John Ventimiglia como o detetive Eddy Costa - Lisa Tharps como a detetive Ruth Sunday - Maury Ginsberg como Steven Benowitz - Angel Desai como Linda Chao - Kevin Chachon como Vido Arocho | - Rebecca De Mornay como Dorothy Walker - Elden Henson como Foggy Nelson - Wil Traval como Will Simpson - David Tennant como Kilgrave - Rob Morgan como Turk Barrett - Daniel Marcus como Maury Tuttlebaum |

## Produção

### Desenvolvimento
Em janeiro de 2015, o COO da Netflix, Ted Sarandos, afirmou que a série Jessica Jones era "qualificada para entrar com muitas temporadas" e a Netflix observaria "quão bem [eles] estão abordando a base de fãs da Marvel, mas também a base de fãs mais ampla" em termos de determinar se as temporadas adicionais seriam apropriadas. Em julho de 2015, Sarandos disse que algumas das séries que formavam os Defensores "seletivamente teriam múltiplas temporadas quando possível", com a showrunner da série, Melissa Rosenberg, dizendo que ela esperava que Jessica Jones ganhasse uma temporada adicional antes que Marvel's The Defenders fosse lançada. Rosenberg mais tarde, disse que a Marvel Television e a Netflix estavam trabalhando sobre uma potencial segunda temporada, embora "possa não ser possível do ponto de vista logístico" para ter uma segunda temporada de Jessica Jones antes de The Defenders; Sarandos mais tarde confirmou que este é o caso, afirmando que a temporada seria exibida após The Defenders ser lançado em 2017. Em 17 de janeiro de 2016, a Netflix encomendou uma segunda temporada de 13 episódios. Raelle Tucker juntou-se à temporada como produtora executiva e escritora, substituindo Liz Friedman da primeira temporada, que partiu da série para trabalhar no piloto da série da ABC, Conviction.

### Escrita
Rosenberg e os escritores da temporada estavam a meio do processo de redação até agosto de 2016, com os roteiros concluídos até o final de outubro de 2016. Escrevendo durante as eleições presidenciais dos Estados Unidos de 2016, Rosenberg observou que "estava tão brava" e que ela e a equipe de redação tentaram bater "na fúria que Hillary [Clinton] deve ter sentido todos os dias" para os personagens. Como The Defenders foi lançando antes da temporada, Rosenberg usou a minissérie como uma oportunidade para ajudar a "configurar" elementos para a temporada, trabalhando com showrunners de The Defenders Doug Petrie e Marco Ramirez.
Rosenberg queria "continuar com [a personagem Jessica Jones] na temporada, dizendo:" Ela é uma personagem muito danificada, o dano vai além de Kilgrave [de David Tennant]. Há muito para extrair em sua história de fundo e em sua situação atual". A atriz Krysten Ritter disse que a segunda temporada evolui da primeira, e que para Jones, "a primeira temporada estava em sua cabeça e a segunda temporada está em seu coração", acrescentando que Jones "está em um espaço bastante escuro" no início da temporada e que a temporada seria "mais um suspense emocional desta vez". Sobre se  Tennant poderia retornar para a segunda temporada, Rosenberg disse: "Claro, quando você tem David Tennant, você o quer por toda parte para sempre.... Mas o show se chama Jessica Jones e a história é sobre o arco de Jessica e como isso funciona na melhor forma?" No entanto, foi notado que Kilgrave seria "difícil de liderar", com o chefe da Marvel Television, Jeph Loeb, dizendo: "Uma das coisas importantes para qualquer show da Marvel é que o seu herói é muitas vezes definido por quão forte é o seu antagonista" com Rosenberg acrescentando que o objetivo para o novo vilão, ou vilões, para a temporada não seria combinar ou fazer o que foi feito com o Kilgrave. Como Kilgrave aparece na temporada, Rosenberg sentiu que era importante que ele voltasse a "ser esse espelho novamente" para Jones, pois ele é "parte dessa construção e seu dilema".
Rosenberg também esperava "expandir ainda mais o conjunto e no mundo de Jessica", dando mais tempo de tela para personagens de apoio, observando que na primeira temporada, "o truque de um show chamado Jessica Jones é que, se ela não está na cena, não é uma garantia de que a cena acabe no episódio. Você deve ganhar histórias de caráter secundário. Você precisa elaborá-los o suficiente para que eles possam eventualmente serem levados a histórias próprias" em estações futuras. Ela também queria continuar a explorar a relação entre Jones e Trish Walker, afirmando: "Essa é a relação principal na peça. É sobre a amizade feminina, é sobre como os amigos evoluem—eles são irmãs, na verdade—e é sobre como elas evoluem e ajudam uma à outra." Em Jones, tornou-se famoso depois de seu heroísmo na primeira temporada, Ritter disse: "Ela mantém seu círculo pequeno, porque não quer pessoas em sua vida, então não há livros didáticos sobre como lidar com nova popularidade ou novos olhos em você". Falando sobre as questões sociais que ela esperava enfrentar na temporada, depois de abordar "questões de escolha, relações inter-raciais, violência doméstica, [e] questões de consentimento", enquanto também explorando "feminismo e ser uma mulher neste mundo" em primeiro, Rosenberg disse: "Ainda não tenho certeza sobre quais são as questões sociais com as quais estamos lidando [na temporada 2]. Estamos apenas tentando encontrar alguma ressonância [para Jessica Jones] e um novo lugar para empurrá-la, para dar a Krysten algo novo para jogar e realmente empurrar os limites da personagem."
Depois de grande parte da primeira temporada foi tirada de revistas em quadrinhos de Alias, Rosenberg queria continuar essa tendência com a segunda temporada, mas reconheceu que "o UCM é muito diferente dos quadrinhos em termos de sua mitologia. Nos livros havia coisas construindo em direção a Guerra Civil e tudo isso, e aqui não é esse o caso. A natureza disso é que provavelmente não vamos continuar a fazer argumentos paralelos [para Alias]". Ao ter Jones continuado a lutar com os mesmos problemas na segunda temporada, Loeb disse: "O fim da [primeira temporada]—e foi uma das coisas que foi muito importante quando conversamos sobre o final da primeira [temporada]—era que não era, 'Ooh, eu triunfei e agora eu posso entrar no meu hovercar e me juntar aos Vingadores.' Essa não era a história que nos interessava contar. Rosenberg elaborou comparando a Jessica Jones com sua série anterior, Dexter, dizendo que ela aprendeu "você pode avançar o personagem, mas você nunca quer curar o personagem. Com Dexter, no momento em que sentiu culpa ou aceitou que ele era "mal" o programa acabou. Ele não é mais um sociopata. O equivalente para nós seria se Jessica de alguma forma se recuperasse do dano que lhe tinha sido feito. As pessoas não se curam de repente". Ela acrescentou que o assassinato de Kilgrave por Jones no final da primeira temporada foi "uma experiência de mudança de vida" e algo que afetaria a personagem no futuro.

### Elenco
Após a temporada ser encomendada, vários membros do elenco principal revelaram que eles retornariam para a segunda temporada, incluindo Ritter como Jessica Jones, Rachael Taylor como Patricia "Trish" Walker, e Carrie-Anne Moss como Jeri Hogarth. Eka Darville reprisa seu papel como Malcolm Ducasse. Em março de 2017, J.R. Ramírez foi escalado como Oscar, que foi revelado em julho após o aparecimento da morte de seu personagem em Power. Naquele mês, Leah Gibson também se juntou ao elenco, no papel de Ingrid.
Em abril de 2017, Janet McTeer foi escalada em um papel não revelado, descrito como alguém que teve "um enorme impacto na vida de Jessica". Em agosto, David Tennant confirmou que estava retomando seu papel como Kilgrave.

### Filmagens
As filmagens começaram na semana de 3 de abril de 2017 na cidade de Nova York, mais uma vez usando o título de produção Violet. Isso seguiu o final da produção de The Defenders em março, e Ritter indicou em maio de 2016 que a temporada as filmagens seriam feitas juntas com as de Os Defensores. As filmagens ocorreram no Long Island Aquarium and Exhibition Centre. As gravações da temporada terminaram em 14 de setembro de 2017.
Aproximando-se da segunda temporada, Rosenberg queria aumentar o número de diretoras que trabalham na série como um novo impulso para a representação. Este foi um objetivo que "Marvel estava completamente de acordo" e, atendendo à demanda de muitas diretoras do mundo talentosas na época, os produtores da série olharam para reservar apenas as diretoras e abordar os diretores masculinos mais tarde na fase de pré-produção se necessário. Outro membro da produção sugeriu que as séries reservam apenas diretoras para a temporada, que Rosenberg "não contemplou [como] um conceito antes dessa conversa". Ela rapidamente fez o objetivo da produção, e em outubro de 2016, Rosenberg confirmou que todos os 13 episódios da temporada seriam dirigidos por mulheres.

## Música
Um álbum da trilha sonora para a temporada foi lançado digitalmente em 16 de março de 2018, com seleções da partitura original da temporada composta por Sean Callery, bem como a música original "I Want Your Cray Cray".
Todas as músicas foram compostas por Sean Callery.
| N.º            | Título                                                                | Duração |  |
| 1.             | "Jessica Jones Main Title (Double Shot Version)"                      | 5:11    |  |
| 2.             | "The Experiment Room"                                                 | 2:12    |  |
| 3.             | "Malcolm Suits Up"                                                    | 1:11    |  |
| 4.             | "The Bear on the Wall"                                                | 5:13    |  |
| 5.             | "Alisa’s Theme"                                                       | 2:32    |  |
| 6.             | "Run Whizzer Run"                                                     | 2:51    |  |
| 7.             | "I Want Your Cray Cray" (interpretado por Rachel Taylor & Kandi Mark) | 2:49    |  |
| 8.             | "Hogarth’s Unexpected News"                                           | 1:34    |  |
| 9.             | "Malcolm and Trish"                                                   | 1:21    |  |
| 10.            | "Gunpoint"                                                            | 3:16    |  |
| 11.            | "Rooftop Movie Night"                                                 | 1:20    |  |
| 12.            | "Alisa Surrounded"                                                    | 4:11    |  |
| 13.            | "It Didn’t Have to Be You"                                            | 2:51    |  |
| 14.            | "Hogarth Getting Even"                                                | 1:54    |  |
| 15.            | "Roadside Assistance"                                                 | 3:27    |  |
| 16.            | "The Abandoned Lab"                                                   | 4:09    |  |
| 17.            | "Cheng Window Shot"                                                   | 2:00    |  |
| 18.            | "Escaping the Fire"                                                   | 4:18    |  |
| 19.            | "The Ferris Wheel"                                                    | 3:28    |  |
| 20.            | "Starting at the Beginning"                                           | 1:17    |  |
| Duração total: | Duração total:                                                        | 51:75   |  |

### Ligações com o Universo Cinematográfico Marvel
No início da temporada, Jessica encontra Vido, filho de seu novo vizinho Oscar, que ama seu brinquedo do Capitão América. Mais tarde, Jessica e sua mãe discutem onde Alisa será presa. É a prisão da Raft, que é mostrada no filme Capitão América: Guerra Civil. Stan Lee, bem como o capitão Irving Forbush, Foggy Nelson e Turk Barrett fazem aparições de cameo, e Danny Rand é mencionado como cliente de Jeri Hogarth.

## Lançamento
A segunda temporada da Jessica Jones foi lançada em 8 de março de 2018, no serviço de transmissão Netflix em todo o mundo, em 4K Ultra HD e em HDR.

### Marketing
Em dezembro de 2017, foi lançado um trailer para a temporada, juntamente com o anúncio da data de lançamento da temporada. Um trailer foi lançado em 7 de fevereiro de 2018. Antes do lançamento da temporada, a Netflix revelou os títulos dos episódios e as equipes criativas com capas de quadrinhos pulp para cada episódio criado por artistas mulheres. As artistas incluídos, na ordem de cada episódio: Stephanie Hans, Jen Bartel, Elizabeth Torque, Kate Niemczyk, Colleen Doran, Erica Henderson, Audrey Mox, Joyce Chin, Jenny Frison, Amy Reeder, Emanuela Lupacchino, June Brigman e Annie Wu.

## Recepção da crítica
No Rotten Tomatoes, a temporada tem uma classificação de aprovação de 87% com uma classificação média de 7.06 / 10, com base em 68 avaliações. O consenso crítico do site diz: "Enquanto Jessica Jones é muito lenta e com menos foco do que a temporada inaugural, sua novo personagem atraente é mais detalhadamente uma defensora mais carismática." O Metacritic, que usa uma média ponderada, atribuiu à temporada uma pontuação de 70 de 100 com base em 19 críticas, indicando "revisões geralmente favoráveis".
Em sua revisão dos primeiros cinco episódios da temporada, Allison Keene da Collider deu a temporada 4 de 5 estrelas. Ela sentiu que "a temporada realmente começa a entrar em ação... uma vez que somos apresentados ao mistério central: a verdade por trás da IGH," com a temporada ficando "melhor e melhor à medida que anda". No entanto, como na anterior série Marvel Netflix, a temporada sofreu problemas de ritmo, com "uma pontuação mínima ou inexistente, cenas que duraram muito tempo e uma edição limitada de edições que se somam a tudo o que está a sentir como se estivesse acontecendo em tempo real. Não é tão ruim quanto qualquer outra série da Marvel na Netflix a este respeito — nem mesmo perto — mas ainda é um problema, e que ainda não foi abordado em termos de contagem de episódios (ou tempos de execução mais curtos dentro dos episódios)." Keene também sentiu que a temporada perdeu uma "força motriz" ao não ter David Tennant de volta como Kilgrave, mas ficou feliz que a temporada ignorasse os eventos pós-The Defenders para se concentrar em Jones e seus relacionamentos. Concedendo a temporada um "B", Liz Shannon Miller, da IndieWire, disse que as diretoras da temporada mantinham "o noir do show endurecido, mas não empurra demais para o domínio da arte — mas a abordagem limpa funciona, assim como desempenho de Ritter sempre fundado e credível." Ela também apreciou o enredo médico de Hogarth, dizendo que era "uma das novas histórias mais convincentes", apesar de não se conectar à narrativa global maior nos cinco primeiros episódios. Para Miller, Janet McTeer foi "o elemento mais dinâmico desses episódios iniciais. Embora tenha potencial como papel alumínio, não há o suficiente dela para manter-nos viciados, para não mencionar a falta do gancho emocional que tivemos com Kilgrave na temporada 1." Miller também sentiu que o enredo não tinha direção e concordou com Keene sobre os problemas de ritmo.
Jo Berry, da Digital Spy, disse em sua revisão: "Enquanto o início da nova temporada não tem o foco da primeiro, e está faltando um vilão ameaçador para Jessica, as novas adições e os argumentos expandidos não prejudicam O desempenho da potência de Ritter... O restante da estimulação é um retorno sombrio para Jessica Jones, graças aos roteiros fortes, à direção lisa e à emocionante performance de Ritter." Em uma revisão mais mista, David Betancourt, do The Washington Post, notou que a temporada têm "falta um valor de choque". Enquanto Ritter "ainda traz seu jogo A... É a falta de Kilgrave que, a princípio, parece ser o que está faltando na temporada 2." Ele elogiou o elenco de apoio, sentindo que Darville "tem uma performance destacada" como Malcolm, com a conexão com o enredo maior "surpreendente e divertido de assistir", e também louvando Taylor, acrescentando que "não daria mal a trazer [Taylor]" em "como seu quadrinhos alter ego Hellcat, para ajudar a temporada que" fica atrasada."
Por outro lado, Susana Polo do Polygon ficou decepcionada e aborrecida pelos episódios iniciais, além de notar a falta de antagonista convincente para a temporada. Ela disse: "Eu não vejo a segunda temporada da Jessica Jones conquistando alguém que estava morno sobre ela primeiro — ou alguém que ignorou inteiramente. Eu sou uma grande fã e até deixei esses cinco primeiros episódios pensando exatamente o que tinha que acontecer com a série que me agarrou e nunca deixou ir em 2015."